# Scutellaria ocmulgee
Scutellaria ocmulgee är en kransblommig växtart som beskrevs av John Kunkel Small. Scutellaria ocmulgee ingår i Frossörtssläktet som ingår i familjen kransblommiga växter. Inga underarter finns listade i Catalogue of Life.